# هنریک سیسه
هنریک سیسه (انگلیسی: Henrik Syse؛ زادهٔ ۱۹ آوریل ۱۹۶۶) دانشمند در زمینه فلسفه، فلسفه اخلاق، فلسفه سیاسی، و دین اهل نروژ است.
وی همچنین برندهٔ جوایزی همچون برنامه فولبرایت شده‌است.